# Golden Oldies

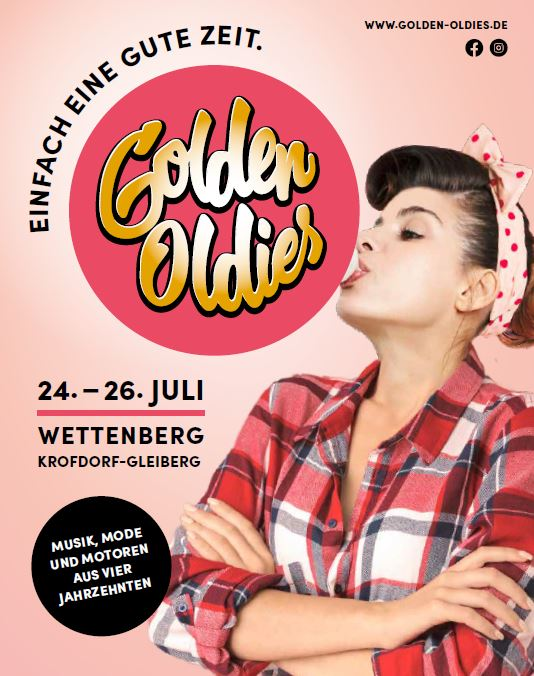
Golden Oldies Plakat 2020

Golden Oldies ist der Name des jährlichen  Oldie-Festivals im mittelhessischen Wettenberg. Die dreitägige Veranstaltung findet seit 1989 immer am letzten vollen Juli-Wochenende im Ortsteil Krofdorf-Gleiberg statt. Der gesamte Ort Krofdorf-Gleiberg steht unter dem Motto „Musik, Motoren und Mode aus vier Jahrzehnten“ und stellt die 1950er bis 1980er Jahre in den Mittelpunkt.
Auf neun Open-Air-Bühnen spiele über 50 Livebands und rund 1.000 Oldtimerfahrzeuge bis zum Baujahr 1989 werden ausgestellt. Zudem bietet das Festival ein Rahmenprogramm für alle Altersgruppen der 60.000–70.000 Besucher mit einer Kinderwagen-Parade und einem Petticoat-Wettbewerb. Ein großer Nostalgiemarkt mit über 100 Ausstellern und ein Young- und Oldtimer-Verkaufsmarkt bieten originale Waren der Zeit an.

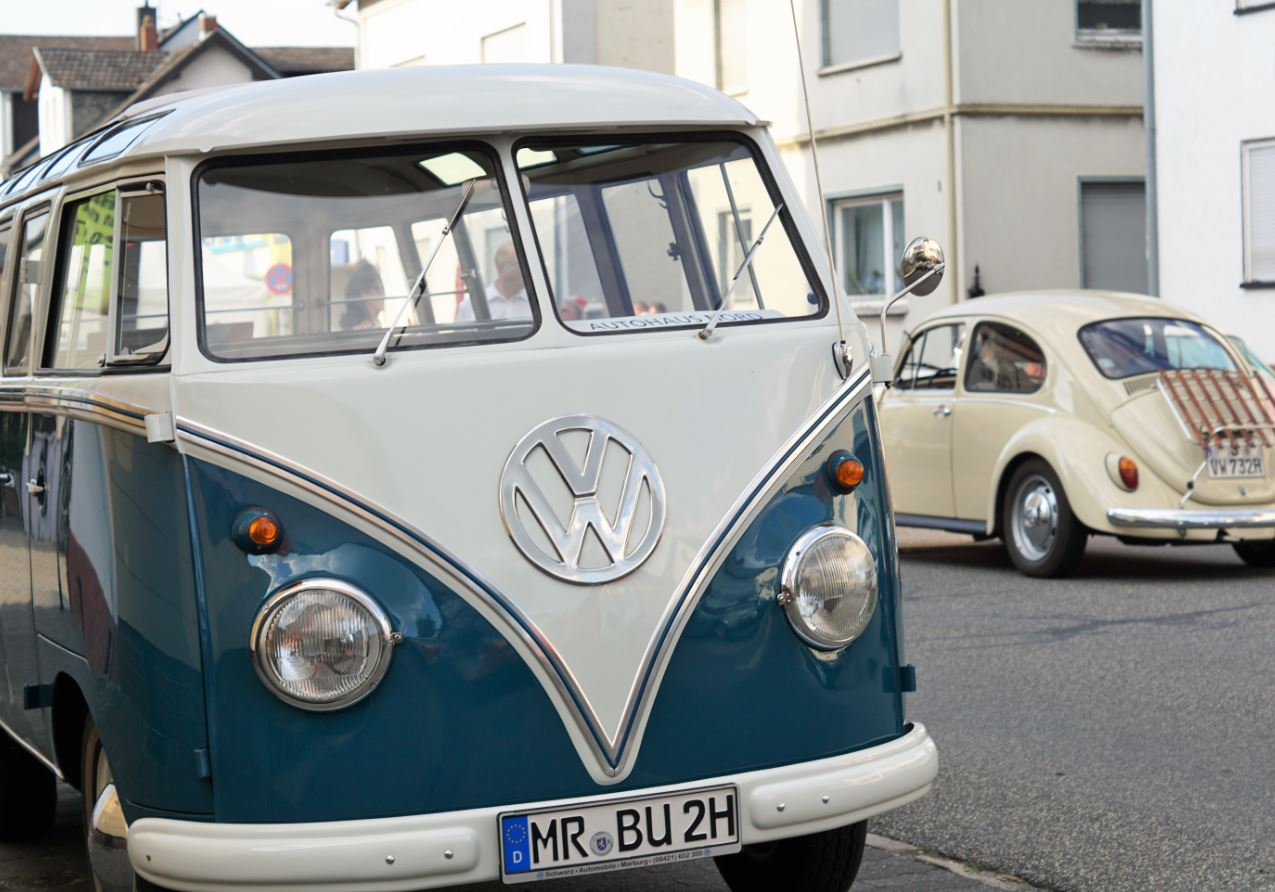
VW T1
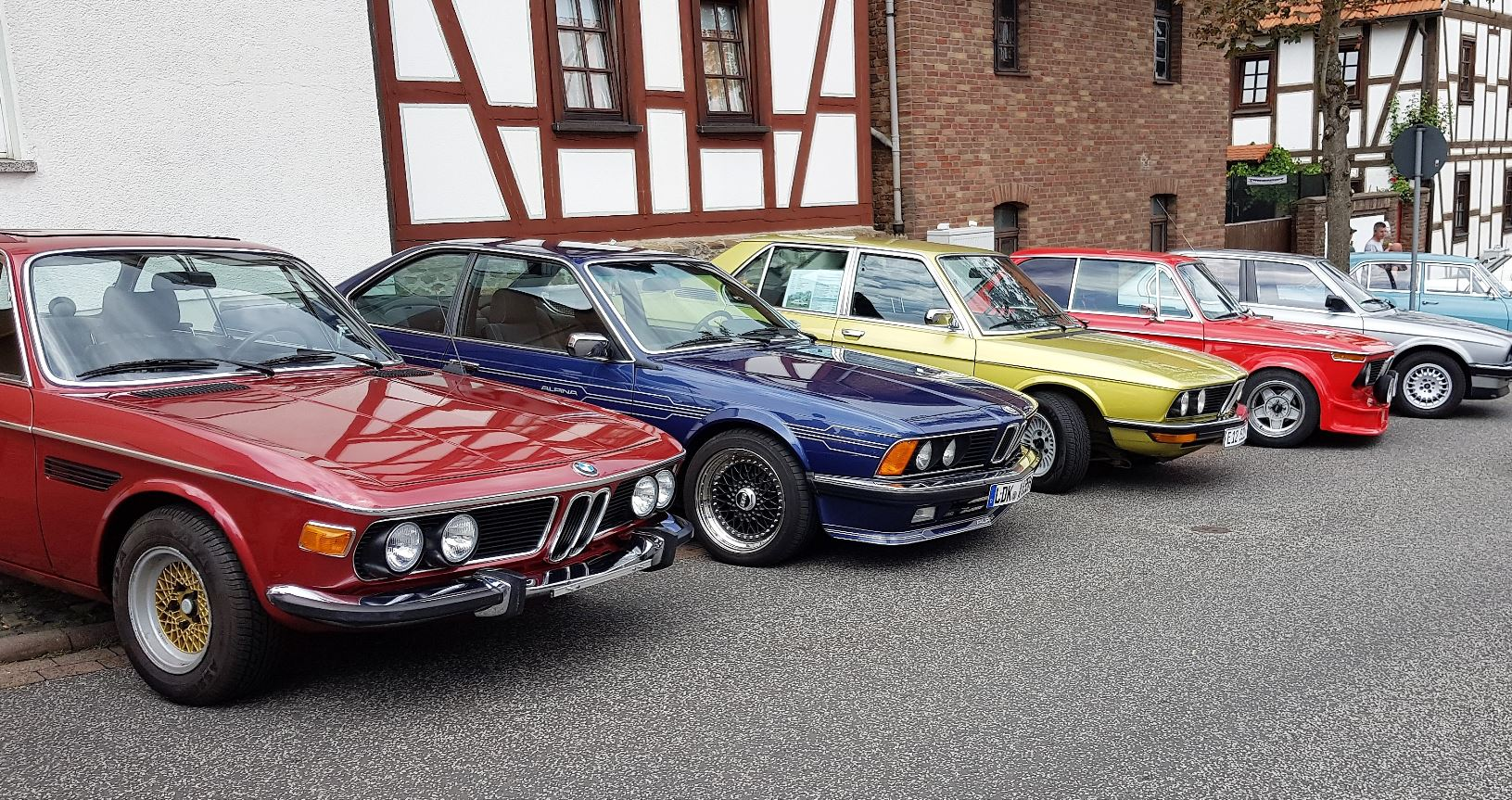
BMW Alpina
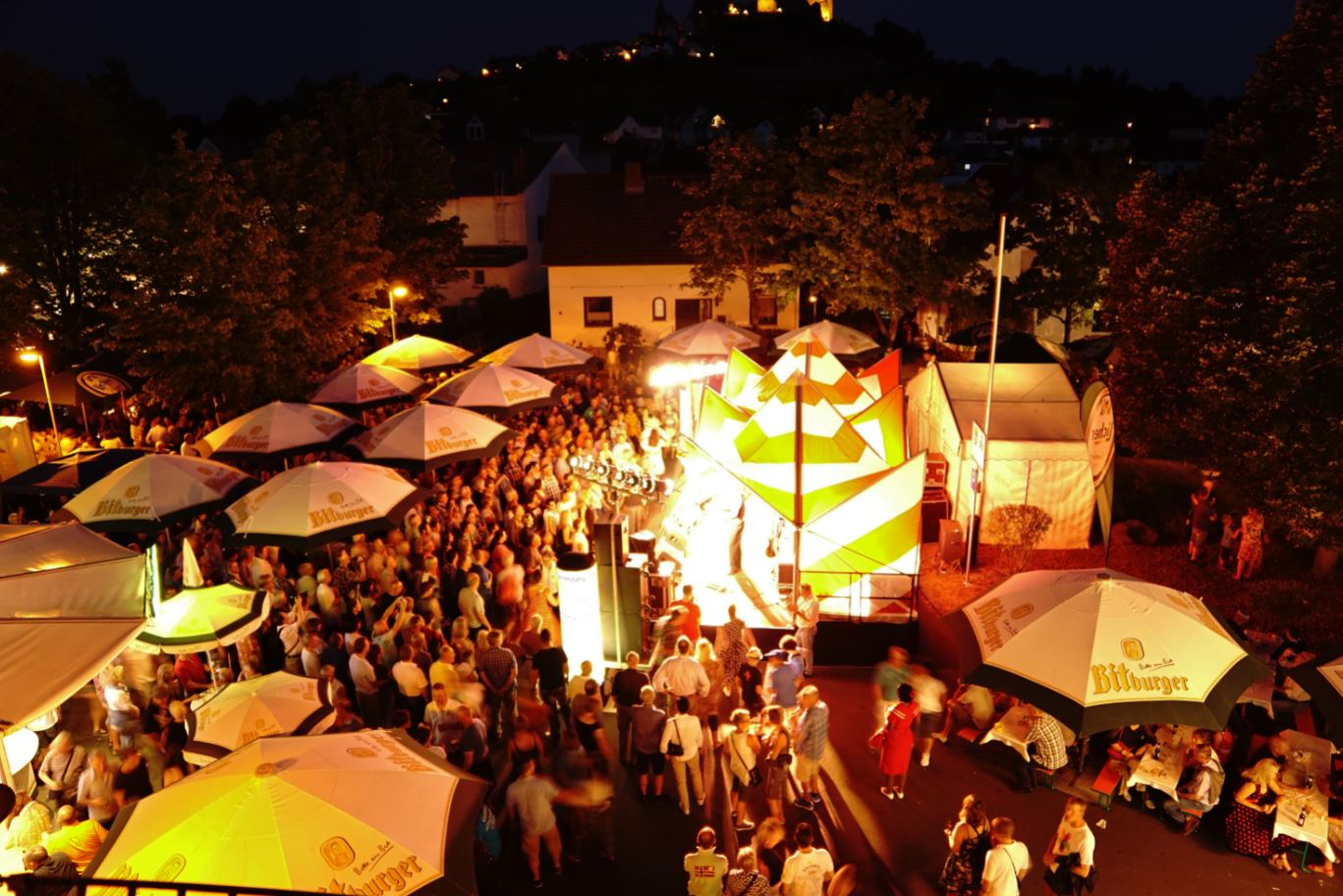
Bühne Sorguesplatz
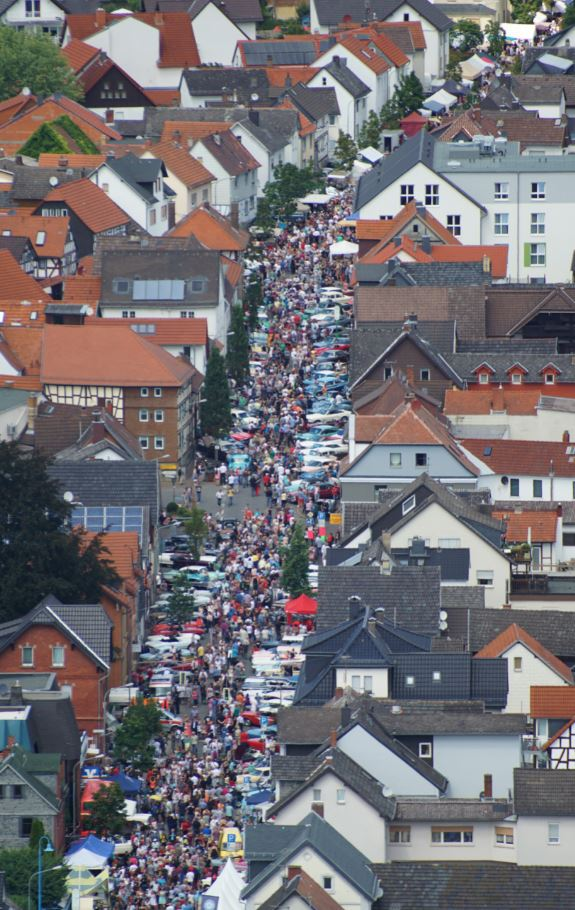
Hauptstraße